# سینپتیکس
سینپتیکس (انگلیسی: Synaptics) شرکت سخت‌افزار آمریکایی است، که در سال ۱۹۸۶ توسط فدریکو فاگین و کارور مید تأسیس شد.